# 董家营遗址
董家营遗址，位于山东省日照市五莲县中至镇董家营村，是中华人民共和国山东省文物保护单位之一。
2006年12月7日，授予山东省文物保护单位，是一座古遗址。